# Sarah Solemani
Sarah Solemani (* 4. September 1982 in London, England) ist eine britische Schauspielerin und Autorin. Bekanntheit erlangte sie vor allem als Hauptdarstellerin in der BBC-Serie Him & Her und als Freundin von Renée Zellweger in dem Film Bridget Jones’ Baby.

## Leben
Solemani wurde im Londoner Bezirk Camden geboren und wuchs im Norden Londons, in Crouch End, auf. Ihr Vater ist emeritierter Mathematikdozent persisch-jüdischer Herkunft. Ihre Mutter war nordirischer Abstammung und lehrte Soziologie. Sie verstarb, als Solemani 16 Jahre alt war.
Während ihres Studiums der Sozial- und Politikwissenschaften am New Hall College an der University of Cambridge schloss sich Solemani dem Theaterclub Footlights an. Mit Brawl schrieb sie einen Sketch für 25 Frauen – die größte rein weibliche Besetzung, die je auf der Footlights-Bühne aufgeführt wurde – und ging damit in die Geschichte des berühmten Theaterclubs ein.
Ihre erste Filmrolle spielte Solemani 2005 an der Seite von Judi Dench in Lady Henderson präsentiert. Nach ihrem Studium arbeitete sie als Autorin für das Young Vic Theatre, zwei ihrer Stücke wurden im Soho Theatre aufgeführt. 2011 gewann sie für ihr Stück The Baron den Old Vic New Voices Ignite Award.
Solemani heiratete am 3. Juni 2012 einen auf Klimawandel spezialisierten Experten für nachhaltige Anlagen. Zusammen haben sie zwei Kinder, eine Tochter (* 2013) und einen Sohn (* 2018).

## Filmografie (Auswahl)
Als Schauspielerin
- 2005: Lady Henderson präsentiert (Mrs. Henderson Presents)
- 2006: Hyperdrive – Der Knall im All (Hyperdrive, Fernsehserie, Episode 1x06)
- 2007: Suburban Shootout – Die Waffen der Frauen (Suburban Shootout, 3 Episoden)
- 2010–2013: Him & Her (Fernsehserie, 25 Episoden)
- 2011: Silent Witness (Fernsehserie, Episoden 14x09–14x10)
- 2012: Die Borgias (The Borgias, Fernsehserie, Episode 2x02)
- 2012: Skins – Hautnah (Skins, Fernsehserie, Episode 6x07)
- 2012–2014: Bad Education (Fernsehserie, 19 Episoden)
- 2013–2014: The Wrong Mans – Falsche Zeit, falscher Ort (The Wrong Mans, Fernsehserie, 10 Episoden)
- 2016: The Five (Fernsehserie, 10 Episoden)
- 2016: Bridget Jones’ Baby (Bridget Jones’s Baby)
- 2017: No Offence (Fernsehserie, 7 Episoden)
- 2019: Johanna – Eine (un)typische Heldin (How to Build a Girl)
- 2019: Greed
- 2020: Inside No. 9
- 2022: Chivalry (Fernsehserie, 6 Episoden)
- 2025: Bridget Jones – Verrückt nach ihm (Bridget Jones: Mad About the Boy)